# Heterospathe glauca
Heterospathe glauca är en enhjärtbladig växtart som först beskrevs av Rudolph Herman Scheffer, och fick sitt nu gällande namn av Harold Emery Moore. Heterospathe glauca ingår i släktet Heterospathe och familjen Arecaceae.
Artens utbredningsområde är Moluckerna. Inga underarter finns listade i Catalogue of Life.